# Catriona Bisset
Catriona Bisset, född 1 mars 1994, är en australisk friidrottare. Hon deltog vid olympiska sommarspelen 2020.